# Robert Henrotin de Santarés
Pour les articles homonymes, voir Henrotin.
 (octobre 2017).
Robert Henrotin de Santarés (né à Donchery le 13 janvier 1900), est un diplomate français et agent secret du régime de Vichy.
Son nom véritable reste controversé : il est parfois appelé Robert de la Mer(c)k, ou Robert Henrotin de Santarès. Il possédait des cartes de visite comme « prince de Bourbon-Parme ». D'après Mercedes Terra, son nom véritable était Robert Henrotin de Santarès, or il ne possédait nul titre de noblesse.
Après de la Seconde Guerre mondiale, il s'exile en Uruguay d'où il est extradé en 1950, en France. Il embarque alors sur le vapeur Kerguelen en direction de Bordeaux le 7 août 1950.